# Massafractie
De massafractie of het massa-aandeel (IUPAC-symbool: {\displaystyle w}) is de relatieve massahoeveelheid van een bepaalde component en dus de verhouding tussen de massa van de component en de totale massa. In formule:
{\displaystyle w_{i}={\frac {m_{i}}{m_{\text{tot}}}}}
Het gebruik van de term massafractie komt voor in de fysische chemie waar concentraties veelal op deze wijze uitgedrukt worden.
De massafractie is verhouding en dus een dimensieloze grootheid. Een massafractie w = 0,030 kan alsdusdanig genoteerd worden, of equivalent als w = 30 g/kg, w = 3,0 %, 3,0·104 ppm etc. IUPAC raadt echter het gebruik van symbolen als m% alsook de benaming massapercentage af.

## Klassieke organische chemie
Voor de tijd van de spectroscopische methoden, tot ongeveer 1980, was het in de organische chemie gebruikelijk om van nieuw gesynthetiseerde verbindingen de elementsamenstelling in procenten te laten meten en deze ook te berekenen.  Een goede overeenkomst tussen de berekende en gemeten percentages was voor de gesynthetiseerde verbinding een deel van het bewijs dat de verbinding inderdaad gemaakt was.  Met de opkomst van spectroscopische methoden als NMR en massaspectrometrie behoort dit deel van het structuurbewijs vrijwel tot het verleden.

## Massapromillage
In dit geval wordt de massafractie niet met honderd maar met duizend vermenigvuldigd. De aandacht is verschoven, in vergelijking met massapercentage, naar kleinere hoeveelheden ten opzichte van de bulk van een mengsel.

## ppm en ppb
In de analytische chemie wordt voor de kleinere concentraties vaak in delen per miljoen (Engels: parts per million, dus ppm) of delen per miljard (Engels: parts per billion, dus ppb) gerekend. Afhankelijk van de keuze van de eenheden wordt dan gevonden:
{\displaystyle \mathrm {ppm={\frac {mg}{kg}}={\frac {microgram}{gram}}={\frac {mg}{liter}}={\frac {microgram}{ml}}} }
In de twee laatste vormen wordt er benaderend van uitgegaan dat een liter water een massa heeft van 1 kg. Formeel is dit niet waar, maar het verschil tussen 1 kg en de massa van 1 liter water is in de meeste praktische gevallen te verwaarlozen.

## Conversie

### Molaire concentratie
{\displaystyle w_{i}={\frac {c_{i}M_{i}}{\rho }}}